# Великий шёлковый путь
Вели́кий шёлковый путь — караванная дорога, связывавшая Восточную Азию со Средиземноморьем в Античности и в Средние века. В первую очередь использовался для вывоза шёлка из Китая, с чем и связано его название. Путь был проложен во II веке до н. э., вёл из Сианя через Ланьчжоу в Дуньхуан, где раздваивался: северная дорога проходила через Турфан, далее пересекала Памир и шла в Фергану и казахские степи, южная — мимо озера Лобнор по южной окраине пустыни Такла-Макан через Яркенд и Памир (в южной части) вела в Бактрию, а оттуда — в Парфию, Индию и на Ближний Восток вплоть до Средиземного моря. Термин введён немецким географом Фердинандом фон Рихтгофеном в 1877 году.

## Зарождение

В I веке Великий шёлковый путь соединял Дацинь и Серес

Завоевательные походы Александра Македонского значительно расширили познания Запада и Востока друг о друге, создав предпосылки для установления торговых связей. Китай начал экспортировать шёлк, как только осознал свою потребность сначала в нефрите и жадеите из копей Хотана и Яркенда, а потом в породистых ферганских скакунах, которые значительно превосходили по своим качествам низкорослых китайских лошадей.
Старая Северная дорога возникла во времена императора У-ди, который под натиском степного народа хунну направил своего сановника Чжан Цяня на поиски их врагов юэчжей, откочевавших на запад, для установления с ними союзных отношений. Во время путешествия 138—126 годов до н. э. дошедший до Бактрии Чжан Цянь увидел в Ферганской долине поразивших его своей красотой и статью коней. Он доложил императору об отсутствии в других странах шёлкоткацкого ремесла и посоветовал императору вывозить за границу шёлк в обмен на прекрасных коней, а также сладкие плоды, вино, люцерну и др. Шёлк на Западе высоко ценили за его способность противостоять всеобщему бедствию — назойливым насекомым-паразитам. Таким образом, Чжан Цяню удалось установить отношения между Китаем и эллинистическими государствами Азии, а также собрать сведения о Парфии и Индии.

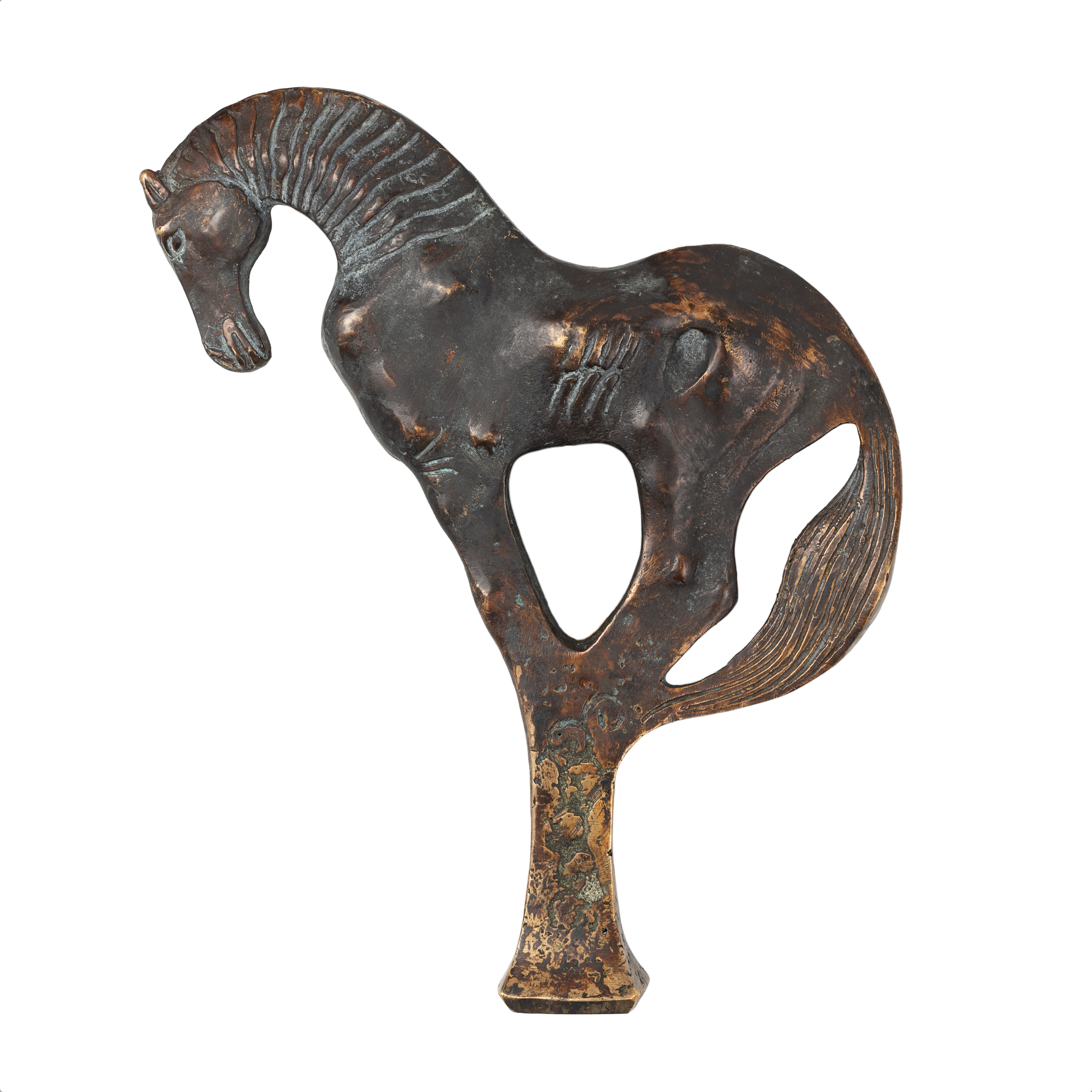
Церемониальное навершие из позолоченной бронзы, Ферганский конь, датируется IV–I вв. до н. э.: V-образный символ скорости и победы.

В 121 году до н. э. первый верблюжий караван с шёлком и бронзовыми зеркалами направился к Ферганскому оазису через Турфанскую впадину вдоль Огненных гор и отрогов Тянь-Шаня. В 117 году до н. э. У-ди направил Чжан Цяня с новой миссией, большим посольством, большим количеством денег и шёлка — на этот раз в землю усуней, населявших бассейн реки Или. От усуней послы должны были разъехаться по другим странам, начиная с соседних среднеазиатских (Кангюй, Бактрия, Согдиана).
Торговля по установившемуся маршруту была прервана разорительными восстаниями в той местности в 17—27 годах н. э. (восстание «краснобровых»). После установления мира торговля продолжилась, но уже по новому пути — Южной дороге. Кроме того, часть товаров шла по Индийскому океану (см.: индо-римская торговля). С I века н. э. морской торговый путь между Европой и Китаем, посредниками на котором выступали ханьские данники Цзяочжи и кхмерская держава Фунань, был более-менее стабильным. В подтверждение этого приводят находки древнеримских монет в дельте Меконга (древняя гавань, упомянутая Птолемеем как Каттигара).

## «Золотой век» Шёлкового пути

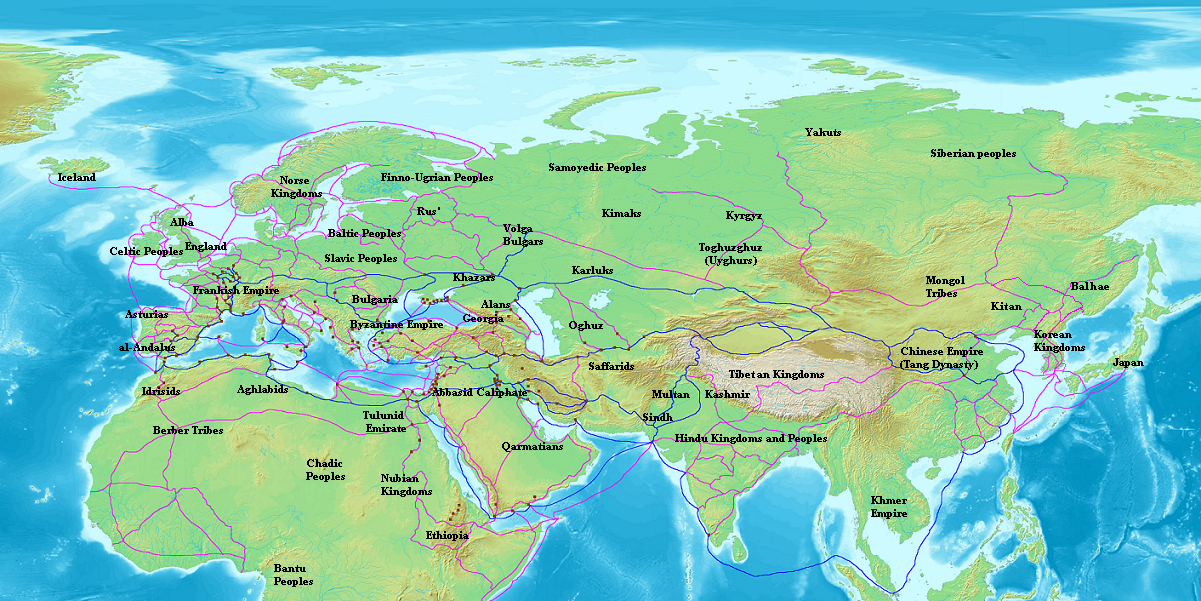
Торговые маршруты Евразии и Африки последней четверти I тысячелетия н. э. (синим выделены торговые маршруты евреев-рахдонитов; коричневыми точками обозначены города со значительными еврейскими общинами)

За время путешествия с востока на запад шёлк и специи проходили через десятки рук. В связи с этим историки ведут речь о путешествиях именно товаров и технологий, а не людей. Для транспортировки использовались главным образом ишаки и верблюды. Количество верблюдов в караванах, которые бороздили пустыню Такла-Макан, варьировалось от 3 до 300. Благодаря интенсивной торговле в Танской державе сформировалась мода на среднеазиатские наряды и изделия.
В IV—IX веках международную торговую сеть поддерживали согдийцы на востоке и евреи-рахдониты на западе. Согдийский язык служил языком международного общения: например, священные тексты буддизма переводились с санскрита на китайский через согдийское посредничество. Некоторый свет на внутреннюю организацию согдийской торговли проливают письма, оставленные одним из купцов в сумке в Дуньхуане (начальная точка пути на запад).
Интенсивность торговых связей снизилась после вытеснения римлян с Ближнего Востока и начала арабских завоеваний. Во время периодически вспыхивавших византийско-иранских войн правители Персии блокировали караванные пути с тем, чтобы нанести максимальный ущерб экономике Византии. Трудности с доставкой товаров возникали и в раннеарабский период, особенно после разгрома китайцев в Таласском сражении, заставившего их покинуть Среднюю Азию.
Доставка товаров по Великому шёлковому пути могла занимать от полугода до нескольких лет.

## Дальнейшее развитие

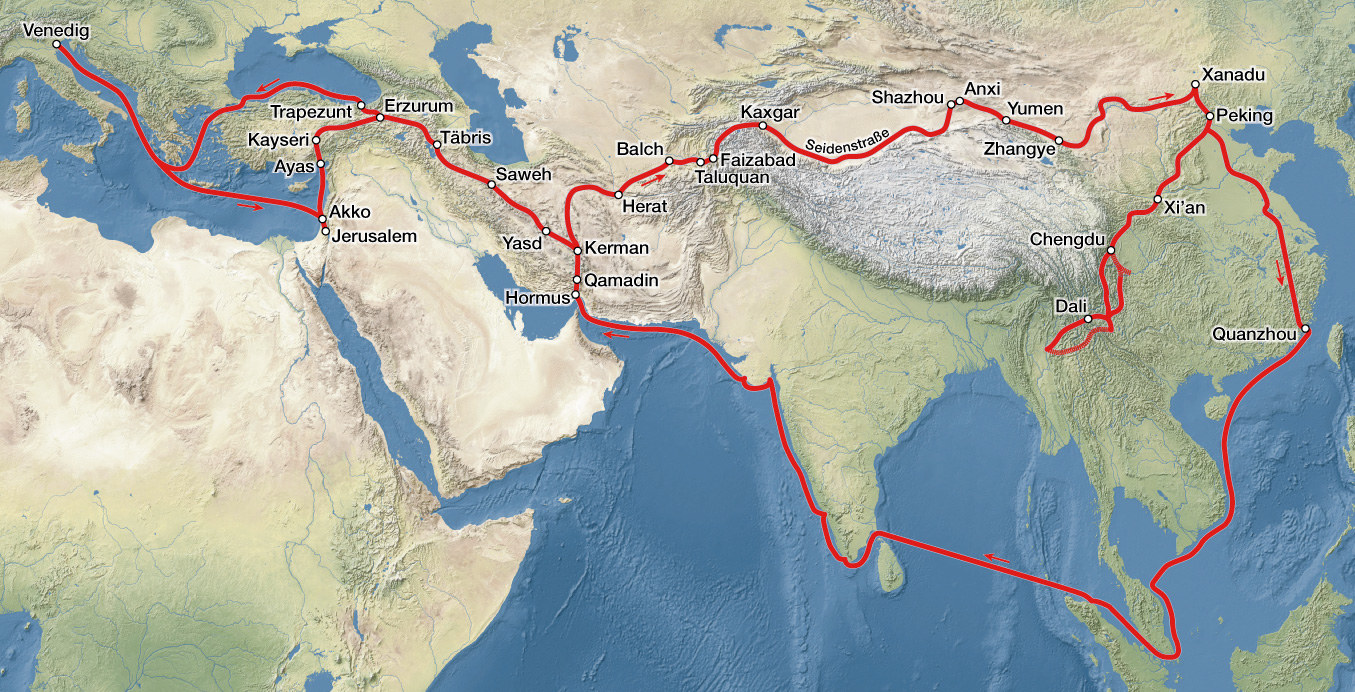
Маршрут странствий Марко Поло

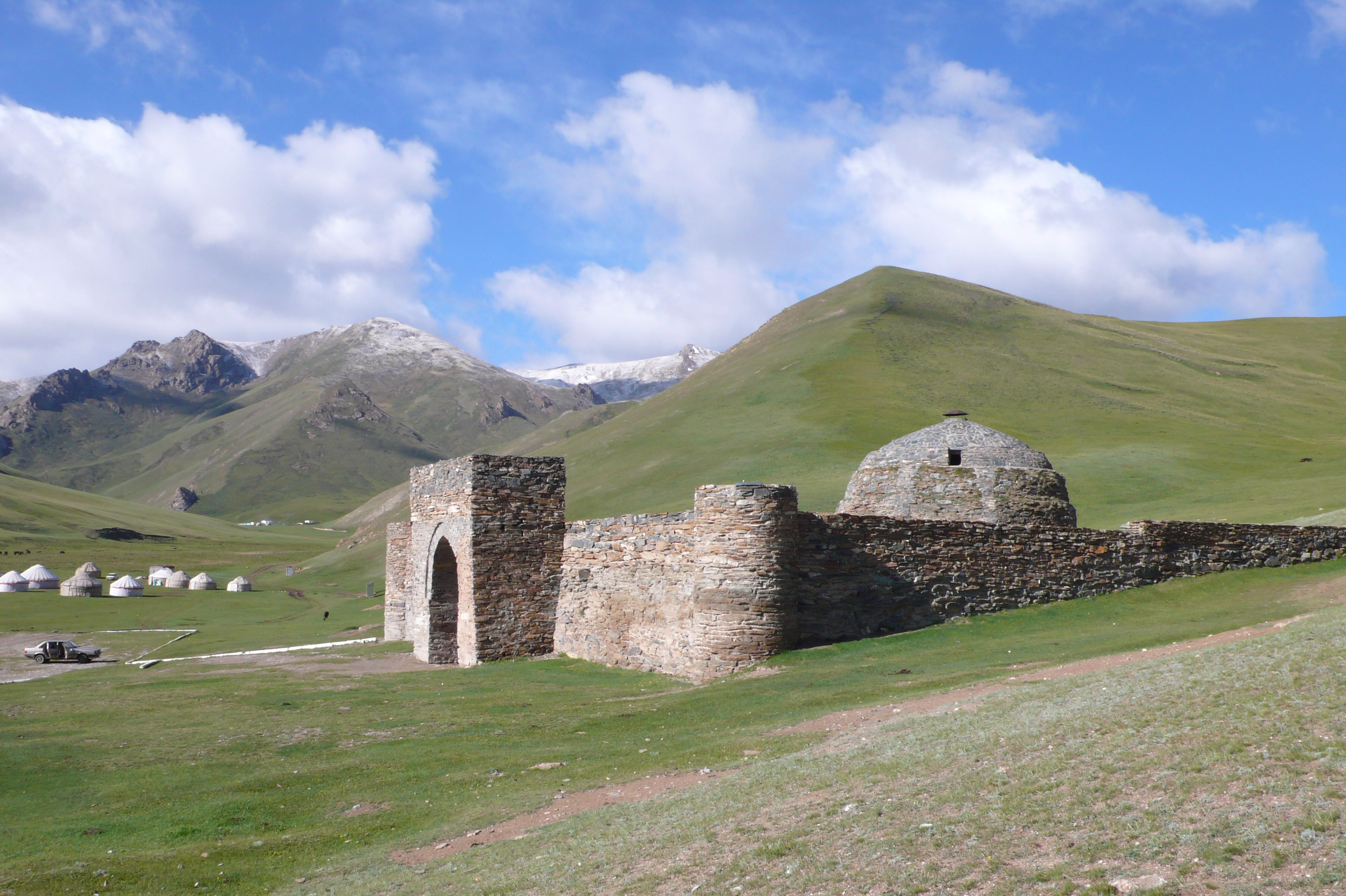
Таш-Рабат, караван-сарай на Великом шёлковом пути в современной Киргизии

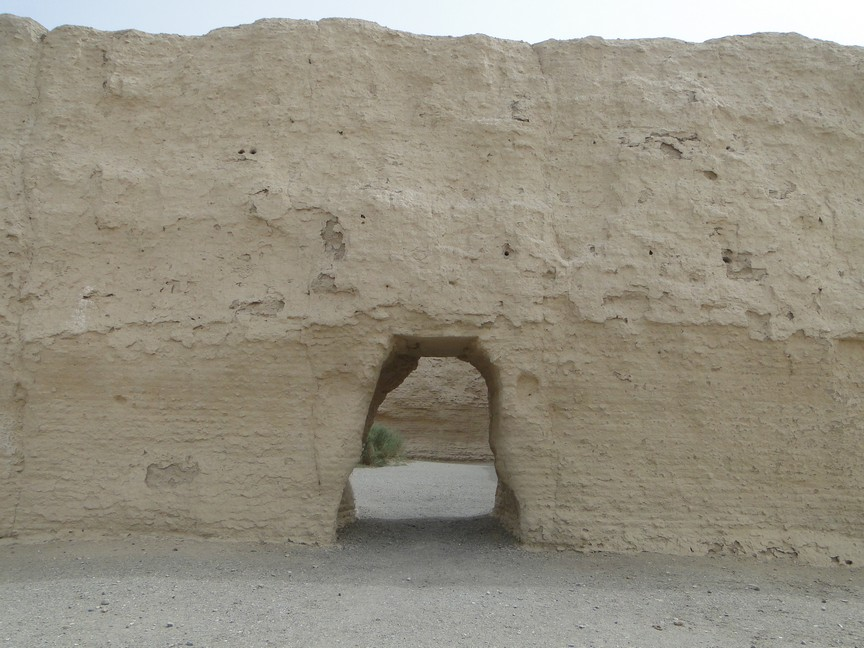
Таможенный пункт на Великом шёлковом пути в окрестности Дуньхуана

В сложный для торговли период VIII—X веков вместо шёлкового стали использоваться речные пути и волоки Восточно-Европейской равнины, основными «операторами» которых выступали хазары и варяги (см. Волжский торговый путь). Наплыв богатств с Востока ускорил расслоение в этих землях и привёл к формированию государственных образований, первоначально состоявших из цепочки торгово-военных факторий вдоль основных торговых путей (Волжская Булгария, Хазарский каганат, Киевская Русь).
В результате ирано-византийских войн VI—VII вв. по территории Северного Кавказа был проложен один из маршрутов Великого шёлкового пути. Это произошло из-за попытки персов блокировать торговые связи Византии путём обложения греческих купцов высокой пошлиной. В связи с этим караваны из Китая и Средней Азии пошли в обход державы Сасанидов. Они стали огибать Каспийское море не с юга, а с севера — двигаясь через Северный Прикаспий на Северный Кавказ. В связи с этим на Кавказе появились два ответвления Великого шёлкового пути — Мисимианский и Даринский.
После создания в XIII веке Монгольской империи, в пределах которой оказалась почти вся протяжённость Шёлкового пути, возникли предпосылки для оживления сухопутной торговли по древним маршрутам. Такие европейские путешественники, как Марко Поло, Карпини, Рубрук, при содействии монголов беспрепятственно проделывали путь до Восточного Туркестана и обратно. Теми же самыми путями распространялась в XIV веке и «чёрная смерть». Западный участок пути в XIV—XV веках контролировали венецианцы и генуэзцы, которые обзавелись укреплёнными факториями по берегам Чёрного моря.
К XV веку шёлковый путь пришёл в упадок ввиду возобновления военных конфликтов в Средней Азии (вторжение туркменов, завоевания Тамерлана), которые стимулировали развитие морской торговли, приведшее в перспективе к Великим географическим открытиям. О росте интереса китайцев к морской торговле свидетельствовали, в частности, путешествия Чжэн Хэ в Персидский залив и к берегам Африки.

## Значение
Шёлк был хотя и главным, но далеко не единственным товаром, который перевозился по трансконтинентальному пути. Из Центральной Азии вывозились хуттальские кони, весьма ценимые в Китае, военное снаряжение, золото и серебро, полудрагоценные камни и изделия из стекла, кожа и шерсть, ковры и хлопчатобумажные ткани, экзотические фрукты — арбузы и персики, курдючные овцы и охотничьи собаки, леопарды и львы. Из Китая караваны везли фарфор и металлическую посуду, лакированные изделия и косметику, чай и рис. В дорожных мешках купцов можно было найти слоновые бивни, носорожьи рога, черепаховые панцири, пряности и многое другое.
Великий шёлковый путь сыграл большую роль в развитии экономических и культурных связей народов Кавказа, Передней Азии, Средней Азии и Китая, он, например, служил проводником распространения технологий и инноваций, в том числе в искусстве (танцы, музыка, изобразительное искусство, архитектура), религии (христианство, буддизм, ислам, манихейство), технологии (само производство шёлка, а также пороха, бумаги и т. п.). При этом почти все технологии (за исключением, пожалуй, колесницы в древнейшие времена) распространялись из Китая на запад, а не в противоположном направлении (ср.: четыре великих изобретения).

## Планы воссоздания

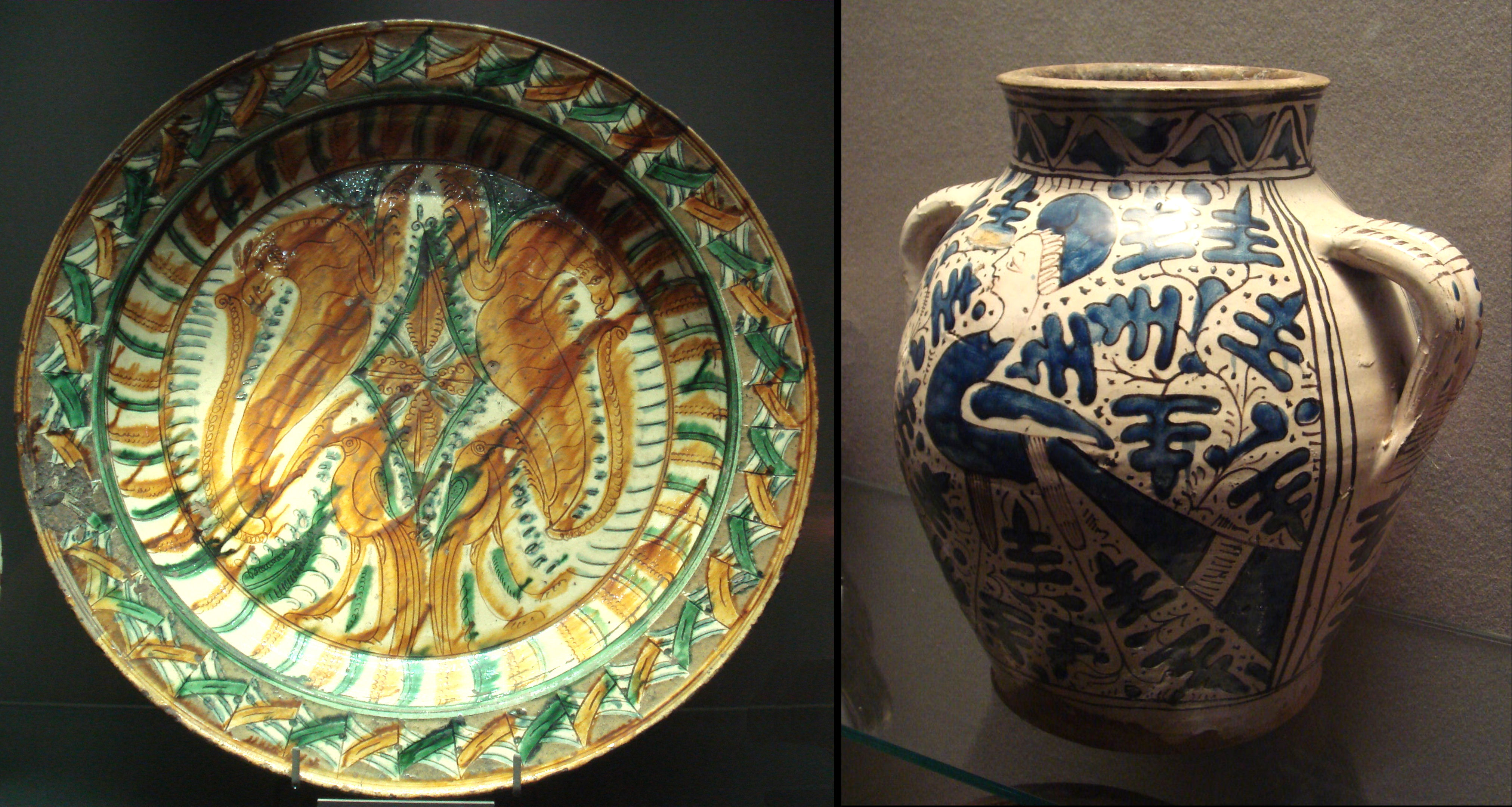
Итальянская посуда XV века, изготовленная в подражание китайской

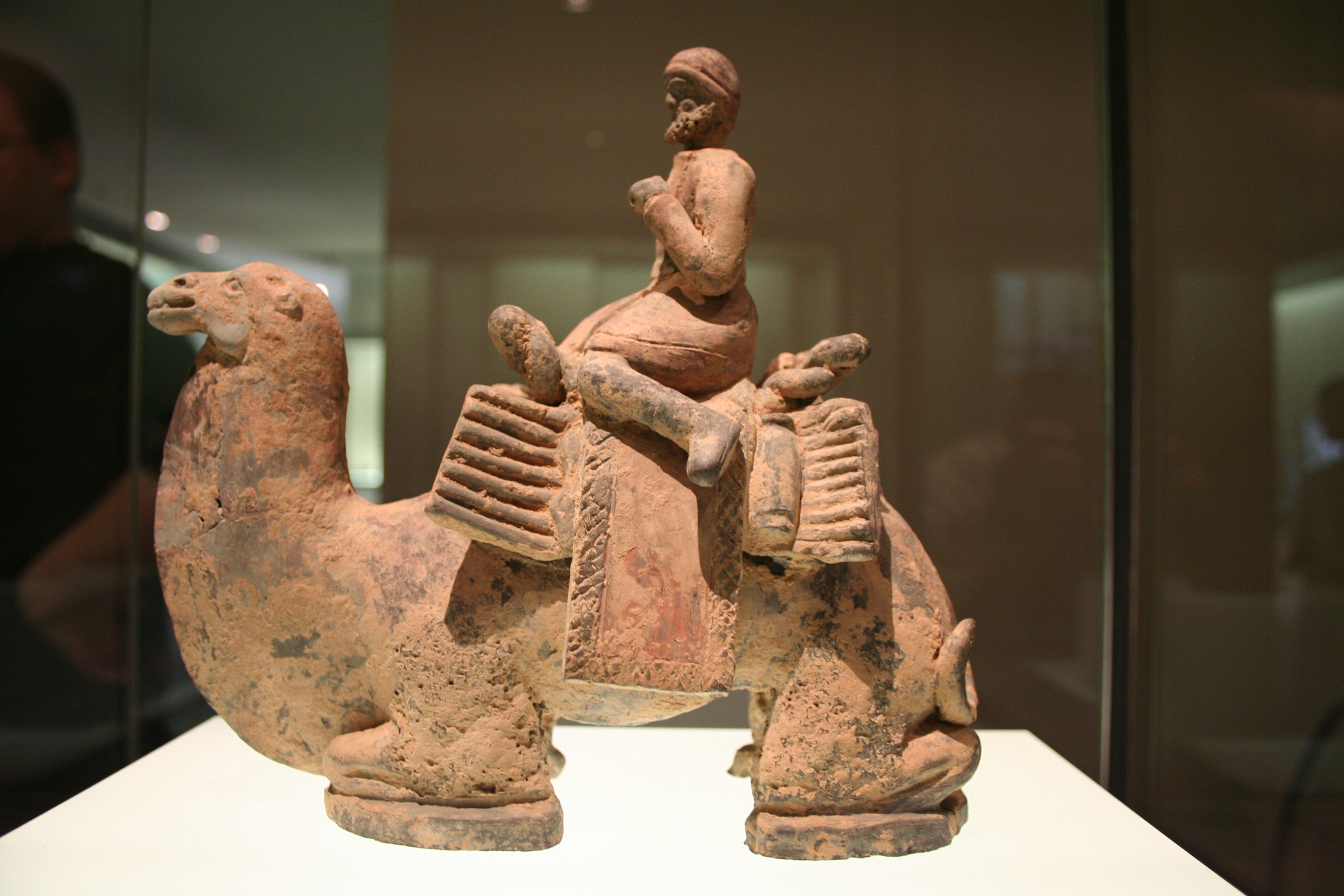
Статуэтка западного купца, изготовленная в китайском государстве Северная Вэй

### СССР
В конце 1930-х — начале 1940-х годов СССР осуществлял масштабную поддержку определённых политических сил Китая в их конфликте с Японией и Великобританией. Для этого была построена автодорога из СССР в Китай длиной около трёх тысяч километров.

### Транссиб
В 1960-х годах СССР вышел на рынок трансконтинентальных перевозок между Европой и Азией по Транссибирской железнодорожной магистрали. Однако политическая обстановка, проблемы логистики и разной ширины колеи не позволили в полной мере использовать трассу. Свой современный вид и значение коридор начал приобретать в 1990 году, когда была введена в строй первая смычка между Китаем и СССР (ныне Казахстаном). 11 января 2008 года Китай, Монголия, Россия, Белоруссия, Польша и Германия заключили соглашение о проекте оптимизации грузового сообщения Пекин—Гамбург. В 2011 году транзит превысил 15 млн тонн. В 2013 году введена в строй вторая смычка между китайскими железными дорогами и Транссибом. Время транзита из Китая в Германию по этому пути 11—15 дней, что примерно на 20 дней меньше, чем морским путём.

#### Транс-Евразийский пояс «Razvitie»
В 2014 году в России началось публичное обсуждение новой концепции развития Дальневосточного региона под названием Транс-Евразийский пояс «Razvitie». В рамках этой концепции готовится проект Интегральной Евразийской транспортной системы на основе Транссибирской и Байкало-Амурской железнодорожных магистралей. Строится железнодорожный переход Китай-Монголия-Россия.

#### Автомобильный маршрут
В начале 2016 года в Синьцзян прибыла первая колонна российских грузовиков по механизму упрощенного транзита через Казахстан. Теперь автомобильные транзитные грузы между Россией и Китаем идут без досмотра в Казахстане.
Завершается реконструкция автотрассы Китай — Западная Европа через Казахстан, Россию и Белоруссию.

### TRACECA
Попыткой активизации древнего торгового пути, соединяющего Восток и Запад, является программа международного транспортного коридора Европа — Кавказ — Азия «ТРАСЕКА» (англ. TRACECA), который порой называется «новым шёлковым путём». Сухопутный маршрут должен был проходить южнее Каспийского моря, через пролив Босфор. Летом 1998 года двенадцать стран Кавказа, Чёрного моря и Средней Азии при поддержке США достигли соглашения по созданию железнодорожного, морского, воздушного и автомобильного транспортного коридора из Китая и Монголии в Европу, в обход России; секретариат программы находится в Баку.

#### Каспийский паромный путь
В 2014 году Азербайджан модернизировал паромную переправу через Каспийское море. Также была закончена модернизация и строительство железнодорожных путей из Азербайджана через Грузию в Турцию. Ведётся строительство турецкого участка железной дороги к Босфору. Часть трафика этого маршрута может идти через паромные переправы Чёрного Моря из грузинских портов в порты Румынии (Констанца) и Украины (Одесса). Для поддержки транспорта из этих портов предполагается строительство автотрассы Via Carpatia, разработан проект железнодорожного маршрута VIKING Train. В 2015 году через существующую железнодорожную систему Казахстана и паромный транспорт Чёрного моря был проведён первый состав из Китая в Евросоюз.

### «Один пояс и один путь»
В рамках китайской стратегической программы «Один пояс и один путь» разрабатывается ряд проектов морских и сухопутных путей между Европой и Китаем под общим названием Новый шёлковый путь. Сухопутные трассы объединены названием «Экономический пояс Шёлкового пути», морские — «Морской шёлковый путь XXI века».
В рамках южных сухопутных маршрутов строится железнодорожный маршрут через Пакистан. На северном маршруте строится железнодорожная ветка Китай—Монголия—Россия. Проект «Морской шёлковый путь XXI века» предоставляет странам АСЕАН и территории Южного Китая доступ к портовым терминалам на территории Китая.